# 混成団
混成団（こんせいだん）は陸上自衛隊の団の一種。番号付き混成団(CB)と方面混成団(ACB)の2種類がある。英訳は、"Combined Brigade"（混成旅団）。番号付き混成団は2010年（平成22年）までに廃止され、方面混成団は2006年（平成18年）以降、方面隊ごとに1個ずつ編成が行われた。

## 番号付き混成団
番号付き混成団は、師団や旅団に準じ、複数の職種部隊からなり、所定の地域の防衛警備を担任し、陸上戦において主要な作戦正面を担当するものであった。

### 1次防時代
番号付き混成団という部隊単位は、陸上自衛隊草創期、および第1次防衛力整備計画時代に採用された。
自衛隊発足以前、警察予備隊時代の部隊組織は、方面管区制を基本としていた。警察予備隊では4個管区隊が編成されており、保安隊でもこの体制が基本的に踏襲された。
1954年（昭和29年）の陸上自衛隊創設に伴い、10個作戦単位の整備が目標とされることとなった。これに伴い、第5・第6の2個管区隊が新設される一方、各管区隊の規模は縮小された。しかし、この縮小編制でもなお、10個管区隊の整備は、予算的・政治的問題から困難が予想された。このことから、ミニ管区隊の役割を果たす部隊として採択されたのが、番号付き混成団であった。番号付き混成団の編成は1955年（昭和30年）から開始され、1958年（昭和33年）までに第7・8・9・10の4個混成団が編成された。
この番号付き混成団はアメリカ軍の連隊戦闘団のそれなどを参考としており、定員は6,100名、編制は下記のようなものであった。
- 普通科連隊
  - 4個普通科大隊（それぞれ普通科中隊×3個）
  - 重迫撃砲中隊（107mm重迫撃砲M2×12門）
  - 戦車中隊（M4中戦車×2両＋M24軽戦車×20両; 
中隊本部＋4個小隊を編組）
  - 衛生中隊
- 特科連隊
  - 直接支援大隊（105mm榴弾砲M2A1×18門; 3個中隊を編組）
  - 全般支援大隊（155mm榴弾砲M1×18門; 3個中隊を編組）
  - 高射大隊（M15/M16対空自走砲×32門）

- 施設大隊
- 偵察中隊（戦車×7両; 3個小隊を編組）
- 通信中隊
- 武器中隊
- 補給中隊
- 衛生中隊
- 飛行隊

このように、1次防時代の混成団は、1個普通科連隊を基幹とするミニ管区隊（現在の師団に相当）であったが、当時の1個普通科連隊は、現行編制の2倍以上の人員が割り当てられており、その規模は大きく異なるものである。

#### 部隊一覧
- 第7混成団 - 後の第7師団、第11師団
- 第8混成団 - 後の第8師団
- 第9混成団 - 後の第9師団
- 第10混成団 - 後の第10師団

### 2次防以降
第2次防衛力整備計画に基づき、昭和36年法律第126号による自衛隊法改正により、管区隊・混成団が廃止されて師団制が採用されることとなった。これにより、1962年（昭和37年）、前述の混成団はすべて師団に改編されて、その姿を消すこととなった。
しかし沖縄の施政権返還翌年の1973年（昭和48年）、同地の警備を担当する部隊として第1混成団が編成。さらに1981年（昭和56年）には、中国・四国地方を担任していた第13師団から四国を担任する部隊として第2混成団が新編された。いずれも指揮官には陸将補が充てられていた。第2混成団は、1個普通科連隊を基幹とするミニ師団の編成であったが、第1混成団は、普通科部隊が混成群の2個普通科中隊程度にもかかわらず、高射特科群、不発弾処理隊や大型ヘリコプター（当初V-107、のちCH-47J/JA）まで保有する飛行隊、会計隊及び基地通信隊を有する点で一般的な師団と大きく異なっていた。
1990年代に入って、冷戦後の軍縮の流れの中で、師団の規模を縮小化させ、また混成団の規模を拡充させる必要が生じたことから、1995年（平成7年）11月28日に閣議決定された07大綱に基づき、08中期防において、自衛隊としては初の旅団編制が導入されることとなった。これを受けて、既存の混成団は全て旅団に改編されることとなり、2006年（平成18年）3月に第2混成団が第14旅団に、2010年（平成22年）3月に第1混成団が第15旅団にそれぞれ改編されて、番号付き混成団は姿を消した。

#### 番号付き混成団の一覧
- 第1混成団（那覇駐屯地）西部方面隊：1973年（昭和48年）10月16日新編。2010年（平成22年）3月25日、第15旅団への改編に伴い廃止。
- 第2混成団（善通寺駐屯地）中部方面隊：1981年（昭和56年）3月25日新編。2006年（平成18年）3月27日、第14旅団への改編に伴い廃止。

#### 番号付き混成団の沿革
- 1973年（昭和48年）
  - 3月27日：臨時第1混成団準備本部が編成。
  - 10月16日：第1混成団が那覇駐屯地で新編。

  1. 臨時第1混成団準備本部が第1混成団本部に改編。
  2. 西部方面隊直轄の第6高射特科群を編入。
  3. 第101後方支援隊が那覇駐屯地に新編し隷属。
  4. 第101飛行隊が隷属。
  5. 第430会計隊が隷属。
  6. 第416基地通信隊が隷属。

- 1974年（昭和49年）6月5日：第101後方支援隊補給整備隊弾薬班を特別不発弾処理隊に臨時編成。
- 1980年（昭和55年）3月25日：音楽隊が第1混成団本部付隊から独立し、団直轄部隊に改編。保安警務隊が新編。
- 1981年（昭和56年）3月25日：第2混成団が善通寺駐屯地で編成完結。四国・淡路島地域を担当する部隊として第13師団より分割。

1. 第2混成団本部、本部中隊および後方支援中隊を善通寺駐屯地で新編。
2. 第15普通科連隊（善通寺駐屯地）を隷属。
3. 第13戦車大隊第4戦車中隊を改編して第2混成団戦車隊を日本原駐屯地で新編し隷属。
4. 第13特科連隊第4大隊および第5大隊第12中隊を基幹とし、第6大隊から1個高射中隊を新編して、第2混成団特科大隊を日本原駐屯地に新編し隷属。
5. 第325地区施設隊を第2混成団施設隊（高知駐屯地）に改編し隷属。

- 1990年（平成02年）3月26日：戦車の北転事業により、第2混成団戦車隊（日本原駐屯地）を廃止。

- 1992年（平成04年）3月27日：第2混成団の近代化改編。

1. 第15普通科連隊を自動車化。
2. 第2混成団本部中隊対戦車小隊の装備を一部重MATに換装。
3. 第2混成団後方支援中隊の装備車両を増強。

- 1993年（平成05年）8月：

1. 第1混成団特別不発弾処理隊を第101不発弾処理隊に改編。
2. 第2混成団本部中隊化学防護小隊を新編。

- 1994年（平成06年）3月29日：第2混成団特科大隊が日本原駐屯地から松山駐屯地へ移駐。
- 1998年（平成10年）4月5日：明石海峡大橋開通に伴い、淡路島の警備担当を第2混成団から第3師団に移管。
- 2006年（平成18年）3月27日：

1. 第1混成団第3科に「改編準備班」編成（旅団化準備）。
2. 第2混成団が第14旅団への改編に伴い廃止。

- 2007年（平成19年）3月：第1混成団「旅団化改編準備室」編成（第3科から独立）。
- 2010年（平成22年）3月25日：第1混成団が第15旅団への改編に伴い廃止。

## 方面混成団
方面混成団（ほうめんこんせいだん、英語: Army Combined Brigade）とは、新隊員（一般曹候補生・自衛官候補生）および陸曹（陸曹候補生・上級陸曹）の共通教育を担任する教育団・教育連隊（方面直轄部隊）を母体に、同方面隊の師団・旅団隷下で運用されていたコア部隊を統合し、新たに方面直轄の団として編成したものである。1ないし2個の普通科連隊および教育部隊からなり、2006年（平成18年）から2013年（平成25年）にかけて新編された。

### 概要
即応予備自衛官は民間人としての生活の傍ら訓練に従事するため、招集命令を受領してから実際に出動するまでのタイムラグを比較すると如何に即応性を高めた予備役とはいえ、現職隊員との格差は否めなかった。このため、作戦基本部隊である師団・旅団においてコア部隊を多数抱えることは、複雑多岐にわたる任務への対応に際しての支障が指摘されてきた（これは防衛庁の省移行に伴い以前は付加的任務であった自衛隊海外派遣が自衛隊法第3条の2に規定される本来任務に格上げされたことからも、求められる任務の複雑化を明白に読み取ることができる）。
そこでコア部隊の立ち上げと平時の教育訓練を教育部隊に移管し、有事には師団、旅団の常備自衛官のみによる部隊で即応体制をとることで、多様化する任務への即応性を強化したのである。陸上自衛隊では2006年（平成18年）3月の東北方面混成団を皮切りに順次方面混成団の整備を進めており、2012年（平成24年）度末（2013年（平成25年）3月26日の西部方面混成団新編）をもって5個方面混成団体制の整備を完了した。指揮官である方面混成団長は1等陸佐（一）、副団長は1等陸佐（二）が充てられる。
なお、2010年（平成22年）度に閣議決定・公開された防衛計画の大綱および23中期防に基づき自衛隊法施行令の改正が行われ、この中で師団・旅団に隷属する普通科連隊数が最大「三」と規定されたことから隷下に普通科連隊を「四」保有する師団・旅団は、26中期防期間の2017年（平成29年）度末をもってすべて方面混成団隷下へ移行した。

### 方面混成団の一覧
内部編成等詳細は各記事を参照。
- 北部方面混成団（東千歳駐屯地）北部方面隊
- 東北方面混成団（仙台駐屯地）東北方面隊
- 東部方面混成団（武山駐屯地）東部方面隊
- 中部方面混成団（大津駐屯地）中部方面隊
- 西部方面混成団（久留米駐屯地）西部方面隊

### 方面混成団の配置・編成
北部方面隊
- 北部方面混成団（東千歳駐屯地）
  - 北部方面混成団本部
    - 第1科
    - 第2科
    - 第3科
    - 第4科「北混団-本」

  - 第52普通科連隊（真駒内駐屯地）
  - 第1陸曹教育隊
    - 第1陸曹教育隊本部
      - 総務科
      - 訓練科
      - 管理科「1曹教-本」

    - 共通教育中隊「1曹教-共」
    - 普通科教育中隊「1曹教-普」
    - 特科教育中隊「1曹教-特」：99式自走155mmりゅう弾砲
    - 上級陸曹教育中隊「1曹教-上」（倶知安駐屯地）
    - 最先任上級曹長教育班

  - 第120教育大隊
    - 第120教育大隊本部「120教-本」
    - 第342共通教育中隊「342共教」
    - 第343共通教育中隊「343共教」

  - 陸上自衛隊冬季戦技教育隊

東北方面隊
- 東北方面混成団（仙台駐屯地）
  - 東北方面混成団本部
    - 第1科
    - 第2科
    - 第3科
    - 第4科「東北混団-本」

  - 第38普通科連隊（多賀城駐屯地）
  - 第2陸曹教育隊「2曹教」
  - 第119教育大隊
    - 第119教育大隊本部「119教-本」
    - 第304共通教育中隊
    - 第340共通教育中隊
    - 第341共通教育中隊
    - 多賀城自動車教習所

東部方面隊
- 東部方面混成団（武山駐屯地）
  - 東部方面混成団本部
    - 第1科
    - 第2科
    - 第3科
    - 第4科「東混団-本」

  - 第31普通科連隊
  - 第48普通科連隊
  - 第3陸曹教育隊「3曹教」（板妻駐屯地）
  - 女性自衛官教育隊「女自教」（朝霞駐屯地）
  - 第117教育大隊
    - 第117教育大隊本部「117教-本」
    - 第326共通教育中隊「326教」
    - 第327共通教育中隊「327教」
    - 第331共通教育中隊「331教」
    - 第339共通教育中隊「339教」

中部方面隊
- 中部方面混成団
  - 中部方面混成団本部
    - 第1科
    - 第2科
    - 第3科
    - 第4科「中混団-本」

  - 第47普通科連隊（海田市駐屯地）
  - 第49普通科連隊（豊川駐屯地）
  - 第4陸曹教育隊（陸曹候補生課程・生徒陸曹候補生課程および初級陸曹特技（普通科・基礎英語）課程、陸曹上級課程を担当）
    - 第4陸曹教育隊本部「4曹教-本」
    - 共通通教育中隊「4曹教-共」
    - 普通科教育中隊「4曹教-普」
    - 上級陸曹教育中隊「4曹教-上」

  - 第109教育大隊
    - 第109教育大隊本部「109教大-本」
    - 第314共通教育中隊「314共」
    - 第315共通教育中隊「315共」
    - 第316共通教育中隊「316共」

  - 第110教育大隊（松山駐屯地）
    - 第110教育大隊本部「110教大-本」
    - 第317共通教育中隊「317共」
    - 第332共通教育中隊「332共」
    - 第333共通教育中隊「333共」

西部方面隊
- 西部方面混成団（久留米駐屯地）
  - 西部方面混成団本部
    - 第1科
    - 第2科
    - 第3科
    - 第4科「西混団-本」

  - 第19普通科連隊（福岡駐屯地）
  - 第24普通科連隊（えびの駐屯地）
  - 第5陸曹教育隊
    - 第4陸曹教育隊本部「5曹教-本」
    - 共通通教育中隊「5曹教-共」
    - 普通科教育中隊「5曹教-普」
    - 特科教育中隊「5曹教-特」
    - 上級陸曹教育中隊「5曹教-上」

  - 第113教育大隊（国分駐屯地）
    - 第321共通教育中隊
    - 第322共通教育中隊
    - 第338共通教育中隊

  - 第118教育大隊
    - 第323共通教育中隊
    - 第324共通教育中隊

### 方面混成団の沿革
- 2006年（平成18年）3月27日：東北方面混成団を仙台駐屯地で新編。第1教育連隊を母体に第2陸曹教育隊、第6師団隷下の第38普通科連隊（コア部隊）を編合。
- 2008年（平成20年）3月26日：中部方面混成団が大津駐屯地で新編。第2教育団を母体に、第13旅団隷下の第47普通科連隊（コア部隊）を編合。
- 2011年（平成23年）4月22日：

1. 北部方面混成団が東千歳駐屯地で新編。北部方面教育連隊を母体に冬季戦技教育隊、第1陸曹教育隊を再編、新編の第120教育大隊及び第52普通科連隊（コア部隊）を編合。
2. 東部方面混成団が武山駐屯地で新編。第1教育団を母体に、第1師団隷下の第31普通科連隊（コア部隊）を編合。

- 2013年（平成25年）3月26日：

1. 東部方面混成団に第12旅団隷下の第48普通科連隊（コア部隊）を編合。
2. 西部方面混成団が相浦駐屯地で新編。第3教育団を母体に、第4師団隷下の第19普通科連隊（コア部隊）を編合。

- 2014年（平成26年）3月26日：中部方面混成団に第10師団隷下の第49普通科連隊（コア部隊）を編合。
- 2018年（平成30年）3月27日：西部方面混成団に第8師団隷下の第24普通科連隊（コア部隊）を編合。